# Toni Tennille
Toni Tennille, pseudonimo di Cathryn Antoinette Tennille (Montgomery, 8 maggio 1940), è una cantautrice e tastierista statunitense.
È nota in particolare per aver fatto parte, negli anni '70, del duo pop Captain & Tennille insieme al suo ex marito Daryl Dragon, con cui è stata sposata dal 1974 al 2014.
Nel video di Love Will Keep Us Together è al piano ed al minimoog usato nel ritornello e nell'inciso.

## Discografia solista
- 1984 - More Than You Know
- 1987 - All of Me
- 1991 - Never Let Me Go
- 1994 - Things Are Swingin'
- 2001 - Incurably Romantic